# Президентские выборы в Монголии (2013)
Президентские выборы в Монголии прошли 26 июня 2013 года. В них участвовали три кандидата: президент Цахиагийн Элбэгдорж от Демократической партии, Бадмаанямбуугийн Бат-Эрдэнэ от Монгольской народной партии и Нацагийн Удвал (впервые в президентских выборах в Монголии в качестве кандидата участвовала женщина) от Монгольской народно-революционной партии. В результате выборов победил демократический кандидат Цахиагийн Элбэгдорж, переизбранный на второй срок. 
Как правило, выборы президента Монголии проводились в мае, однако в 2013 году они были перенесены на более поздний срок из-за введения автоматизированной системы выборов и нового избирательного закона, принятого в декабре 2012 года (по закону выборы можно проводить не ранее, чем через 6 месяцев после принятия избирательного закона).

## Результаты
| Кандидаты | Кандидаты                   | Партия                                   | Голоса    | %     |
| --------- | --------------------------- | ---------------------------------------- | --------- | ----- |
|           | Цахиагийн Элбэгдорж         | Демократическая партия                   | 622 794   | 50,23 |
|           | Бадмаанямбуугийн Бат-Эрдэнэ | Монгольская народная партия              | 520 380   | 41,97 |
|           | Нацагийн Удвал              | Монгольская народно-революционная партия | 80 563    | 6,50  |
| Всего     | Всего                       | Всего                                    | 1 239 784 | 98,7% |
| Источник: |                             |                                          |           |       |